# Nissan Foria
O Foria é um coupé esportivo compacto conceito movido por um motor de tamanho médio e uma transmissão automática paddle-shift.